# Schrobenhausen
Schrobenhausen é uma cidade da Alemanha, localizada no distrito de Neuburg-Schrobenhausen, no estado de Baviera.